# پلخ
پلخ (به چکی: Plch) یک منطقهٔ مسکونی در جمهوری چک است که در ناحیه پاردوبیتسه واقع شده‌است. پلخ ۹۰ نفر جمعیت دارد.